# Río Plóskaya
El río Plóskaya (del ruso: Пло́ская) es un río del krai de Krasnodar y el óblast de Rostov, en el sur de Rusia, afluente por la derecha del río Yeya. 

## Curso
Nace al oeste de Selektsioni y discurre en sus 45 km de longitud generalmente hacia el oeste, noroeste. Atraviesa Plóskaya (donde recibe un pequeño afluente por la derecha, en cuya cabecera se encuentra Semiónovodcheski) y Shevchénkovskoye. En parte de su curso hace de frontera entre el krai y el óblast. Su principal afluente es el Ternovataya, por la derecha, a orillas del cual está situado Beriózovski, que desemboca en el Plóskaya 2 km al oeste de esta localidad, antes de llegar a Shevchénkovskoye. Desemboca en el Yeya a la altura de Yeya.